# Anton Krošl
Anton Krošl (Brežice, 18. maj 1905 — koncentracioni logor Nojengame, 4. maj 1945) bio je slovenački istoričar, pedagog, političar, pesnik i pisac.

## Biografija
U Mariboru je završio gimnaziju nakon čega je studirao Filozofski fakultet u Ljubljani gde je diplomirao 1930. U međuvremenu se studijski dodatno školovao u Parizu i Kanu u Francuskoj. Pisao je knjige i pesme, prevodio i bio urednik. Napisao je zvanični školski udžbenik za istoriju, koji se koristio u Kraljevini Jugoslaviji. Radio je kao profesor na Trgovačkoj akademiji u Ljubljani. Bio je početnik slovenačkog školovanja na daljinu – osnovao je i bio vlasnik te direktor privatne Dopisne trgovačke škole u Ljubljani i Trgovačkog zavoda za učenje. Godine 1941. doktorirao je na Filozofskom fakultetu u Ljubljani.
Za vreme Drugog svetskog rata osnovao je i vodio je tajnu narodnooslobodilačku organizaciju Pobratim (1941). Bio je osnivač i vođa Narodne legije (1943).
Dr Krošl bio je načelnik GOO - Glavnog organizacionog odbora pri štabu Komande Slovenije - kraljeve jugoslovanske vojske u Sloveniji. Sa tom funkcijom bio je najviše rangirani civil u okviru kraljeve jugoslovanske vojske na teritoriju Slovenije. Komanda Slovenije osnovana je februara 1942. Imala je štab koji je bio sastavljen iz organizacionog i operativnog dela. Dr Krošla su 1942. godine zatvorile italijanske okupacione snage, a iz zatvora je pušten 1943.
Sarađivao je sa tajnom organizacijom Direktorij koja je osnovana u kasno proleće 1943. i koja je ujedinjavala sve grupacije, koje nisu bile uključene u OF - Oslobodilački front i one koje su bile nezadovoljne Slovenskim Savezom. U Direktoriju su bili dr Nagode, Bano, Vrčon i F. S. Finžgar. Želeli su da organizuju tajni vojni savez, koji bi preuzeo političko i vojno rukovodstvo u Sloveniji, za komandanta su imenovali dr Krošla.
U godinama 1943. i 1944. je bio i načelnik DOS - Državne obaveštajne službe kraljeve jugoslovenske vojske u Sloveniji.
U okviru hapšenja u Batovoj palati godine 1944. uhapsile su ga nemaške okupacione snage (gestapo) i poslale u koncentracioni logor Dahau a onda u koncentracioni logor Nojengame kod Hamburga. Umro je godine 1945. kada je potopljen brod Kap Arkona.

## Izvor
1. ↑  Šidjanin 2012, str. 46-48.
2. ↑  Šidjanin 2012, str. 54.
3. ↑  Šidjanin 2012, str. 49.
4. ↑  Šidjanin 2012, str. 57.

## Bibliografija
- Arhiv Republike Slovenije, »AS 1931«.
- Andersen. N; preveo Krošl, A (1930). »Proletarske novele«.
- Bajt. A (2006). »Bermanov dosje«.
- Enciklopedija Slovenija (1992). knjiga 6; Krek-Marij. »Anton Krošl«.
- Izvestje Dopisna trgovska šola in trgovski učni zavod (1934)
- Krošl. A (1930). Dnevne novine Slovenec; »Kulturna stremljenja slovenskega akademika po prevratu«.
- Krošl. A (ur.) (1930). »Sedem mladih slovenskih pisateljev«.
- Krošl, A (1934). "Zgodovina trgovine s kratkim orisom občne zgodovine."
- Krošl, A (1935). »Istorija trgovine sa kratkim opisom opšte istorije za dvorazredne trgovačke i njima slične stručne škole«.
- Krošl, A (1936). "Priročnik za strojepisje."
- Krošl, A (1941). "Zemljiška odveza na bivšem Kranjskem : (organizacija in delo zemljiškoodveznih organov 1849 - 1853): doktorska disertacija."
- Petelin, S; Krošl, A (1934). "Pregled občne zgodovine."
- Šidjanin, M (2012). "Dr. Anton Krošl z narodnega, mednarodnega in diplomatskega vidika : magistarski rad."